# Neosphecia
Neosphecia é um gênero de traça pertencente à família Brachodidae.